# Zaprionus arduus
Zaprionus arduus är en tvåvingeart som beskrevs av Collart 1937. Zaprionus arduus ingår i släktet Zaprionus och familjen daggflugor. Inga underarter finns listade i Catalogue of Life.